# Hold My Hand (chanson de Lady Gaga)
Pour les articles homonymes, voir Hold My Hand.
Hold My Hand est une chanson de la chanteuse américaine Lady Gaga, sortie le 3 mai 2022 au label Interscope Records. Il s'agit du premier single de la bande originale du film Top Gun: Maverick. La chanson a été écrite et produite par Gaga et BloodPop comme « une lettre d'amour au monde pendant et après une période très difficile ». Benjamin Rice reçoit des crédits de production supplémentaires.
Musicalement, Hold My Hand est un morceau « d'espoir » arena rock, avec un hymne et une guitare électrique. À sa sortie, il reçoit des critiques mitigées à positives, les critiques notant que son inspiration provenait des années 1980, des ballades sentimentales (ballades puissantes), la décennie au cours de laquelle Top Gun est sorti. Hold My Hand se classe premier en Croatie, 5e en Hongrie et en Suisse, 6e en Wallonie (Belgique) et dans le top 30 en Australie, au Canada, en Flandre (Belgique), au Japon, aux Pays-Bas, à Singapour, en Slovaquie, à Taïwan et au Royaume-Uni. La chanson a servi de rappel pour la tournée des stades de Gaga en 2022, The Chromatica Ball.
À l'occasion du Super Bowl LIX et juste avant le début du match, Lady Gaga rend hommage aux victimes des incendies de 2025 à Los Angeles en utilisant une version épurée de Hold My Hand en pleine rue, accompagné par des choristes auprès d'une foule émue autour de Gaga assise sur son piano. Cette performance acclamé lui a value un Emmy awards sportif en 2025 pour son interprétation en live lors de la pré-ouverture du Superbowl. Avec ce premier Emmy awards qu'elle a obtenue récemment, elle se rapproche au plus près du prix EGOT dont elle détient déjà un  Emmy, des Grammys awards ainsi qu'un Oscar, il ne lui manque plus que le Tony awards

## Musique et paroles
Hold My Hand est coécrite par Lady Gaga avec le producteur du titre, BloodPop. Benjamin Rice reçoit des crédits supplémentaires pour la production. La chanson a été décrite par les critiques de musique et de cinéma comme une power ballad arena rock « pleine d'espoir et d'hymne » et une chanson sentimentale,,. Jazz Tangcay de Variety qualifie Hold My Hand de « soft rock planant avec des violons et des guitares qui rappellent les power ballads des années 80 ». Les paroles montrent Lady Gaga rassurant quelqu'un en lui disant qu'elle sera toujours là pour lui « sans poser de questions »,.
Lars Brandle du Billboard notée que la chanson est très proche de Take My Breath Away de Berlin et de Danger Zone de Kenny Loggins, deux morceaux de la bande originale du film Top Gun. Les critiques musicaux d'autres médias ont comparé Hold My Hand à des chansons telles que Open Arms de Journey, Alone de Heart, et le single de Gaga sorti en 2011, The Edge of Glory,.
La chanson est publiée à l'origine en sol majeur et commence par une progression d'accords G/D/C/G/D avec trois mesures d'intro avant que la chanteuse ne commence avec les paroles : Hold my hand, everything will be okay/I heard from the heavens that clouds have been gray/Pull me close, wrap me in your aching arms.

## Classements

### Classements mensuels
| Classement (2022)                       | Meilleure position |
| --------------------------------------- | ------------------ |
| Argentine (Hot 100)                     | 72                 |
| Australie (ARIA)                        | 29                 |
| Autriche (Ö3 Austria Top 40)            | 32                 |
| Belgique (Flandre Ultratop 50 Singles)  | 11                 |
| Belgique (Wallonie Ultratop 50 Singles) | 6                  |
| Canada (Hot 100)                        | 25                 |
| Canada (Adult Contemporary)             | 5                  |
| Canada (CHR/Top 40)                     | 36                 |
| Canada (Hot AC)                         | 18                 |
| Croatie (HRT)                           | 1                  |
| Tchéquie (IFPI Rádio)                   | 29                 |
| Finland Airplay (Radiosoittolista)      | 12                 |
| France (SNEP)                           | 32                 |
| Allemagne (Media Control AG)            | 72                 |
| Hongrie (Rádiós Top 40)                 | 5                  |
| Islande (Plötutíðindi)                  | 37                 |
| Irlande (IRMA)                          | 49                 |
| Italie (FIMI)                           | 57                 |
| Japon (Hot 100)                         | 29                 |
| Lettonie (EHR)                          | 39                 |
| Pays-Bas (Nederlandse Top 40)           | 28                 |
| Pays-Bas (Single Top 100)               | 76                 |
| Nouvelle-Zélande (Recorded Music NZ)    | 33                 |
| Singapour (RIAS)                        | 29                 |
| Slovaquie (IFPI Rádio)                  | 14                 |
| Slovaquie (Singles Digitál Top 100)     | 68                 |
| Afrique du Sud (RISA)                   | 36                 |
| South Korea Download (Circle)           | 112                |
| Suède (Sverigetopplistan)               | 61                 |
| Suisse (Schweizer Hitparade)            | 5                  |
| Taïwan (Billboard)                      | 11                 |
| Royaume-Uni (UK Singles Chart)          | 24                 |
| États-Unis (Hot 100)                    | 49                 |
| États-Unis (Adult Contemporary)         | 9                  |
| États-Unis (Adult Pop Songs)            | 12                 |
| États-Unis (Pop Airplay)                | 19                 |

### Classements annuels
| Classement (2022)                      | Meilleure position |
| -------------------------------------- | ------------------ |
| Canada (Canadian Hot 100)              | 75                 |
| Global 200 (Billboard)                 | 178                |
| Japan Download Songs (Billboard Japan) | 100                |
| US Adult Contemporary (Billboard)      | 16                 |
| US Adult Top 40 (Billboard)            | 37                 |

## Distinction

### Nomination
- Golden Globes 2023 : Meilleure chanson originale

### Certifications et ventes
| Région        | Certification | Ventes/Streams |
| ------------- | ------------- | -------------- |
| France (SNEP) | 1 × Diamant   | 50 000 000     |